# 社会党 (オランダ)
社会党（しゃかいとう、蘭: Socialistische Partij: SP）はオランダの社会主義政党。第4次マルク・ルッテ政権には野党の立場をとる。

## 党史

### 結党から1994年まで
1971年10月22日、オランダ共産党（マルクス・レーニン主義派）(KPN/ML)というマオイスト政党として設立。結党当初は中国共産党との関係が深かったが、翌1972年には社会党と改名。この間階級闘争の主体を知識人および学生とするかプロレタリアートに据えるかで白熱した議論が行われ、後者の方針が採られることとなった。
強力な地方組織に裏付けられた地域政党としてネットワークを構築すべく、自前の開業医のオフィスを構え市民相談を行ったほか、独立系の労働組合や環境保護団体をはじめ党の前衛組織も多数生まれた。この結果、オスや北ブラバント州などの自治体で地盤を築くことに成功した。
「人民」とりわけ労働者階級に密接した政策を展開することが多く、時には出版物が物議を醸すこともあった。1980年代に出したブックレット「外国人労働者と資本」は、外国人労働者の受け入れをプロレタリアートの階級意識を鎮める資本家の策略であると述べ公然と非難したものであった。プロレタリアート同士の内部分裂を防ぐ唯一の解決策として外国人労働者の同化や帰国促進を掲げており、これには社会党を「左の中央党」（当時の極右政党）と呼ぶ地方議員が出たほどである。
しかしながら地方議会に進出するにつれ穏健化。1977年以降第二院への進出を試みてきたが、同年を含め1981年、1982年、1986年及び1989年の各総選挙でいずも議席を得られなかった。1991年にはマルクス・レーニン主義を公式に放棄した。

### 1994年以後

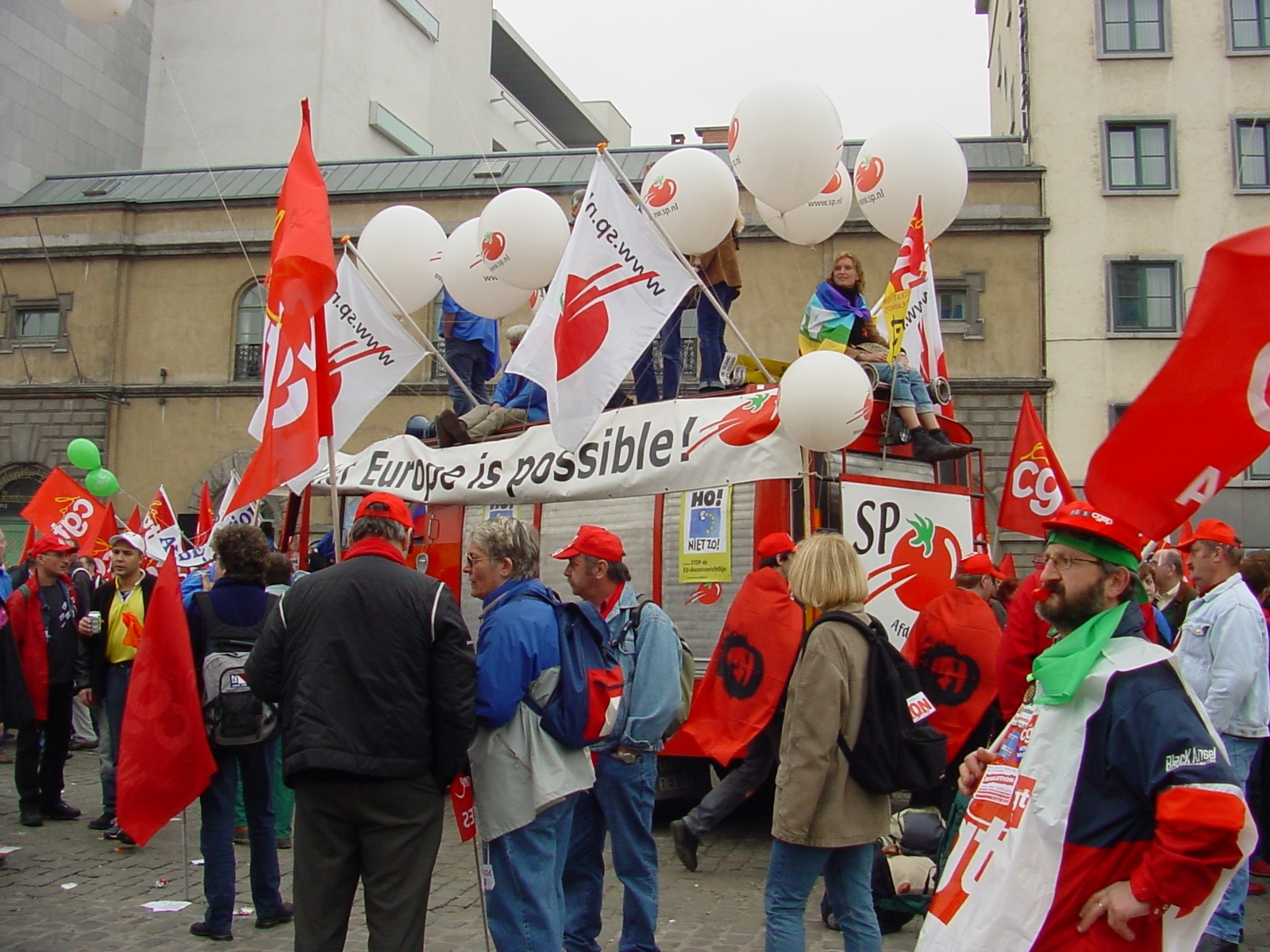
社会党員によるデモ（2005年3月）

1994年、党としては初めて第二院に2名の議員が当選した。翌年には第一院にも議席を得た。1999年には欧州議会選挙でも1議席を得た。なお、1990年代には、これまで社会民主主義を掲げてきた労働党（PvdA）が路線変更したことにより、社会党やフルンリンクスが支持者の受け皿となったとされる。
2002年、2003年の各第二院選挙では9議席を得て議席がほぼ倍増。2003年の第二院選挙については、事前の世論調査にて24議席を獲得するとの予測も出たれたことから、選挙での大勝を見越した社会党支持者が労働党へ戦略投票したものと見られる。2004年の欧州議会選挙では2名が当選。2005年の欧州憲法条約批准の是非を問う国民投票に際しては批准に反対する数少ない政党となった。
2006年の地方選挙では議席を倍以上伸ばすなど大健闘。自治体へ多くの候補を擁立したほか、国政では第2次バルケネンデ政権下で福祉予算の削減が行われたことに対して、国民が反発したことなどが議席増大に繋がった。また少数派による第3次バルケネンデ政権下で行われた同年の第二院選挙では、3倍近く議席を伸ばし25議席を得て議会第3党へ躍進した。
議会でも議席を伸ばしたにもかかわらず、2006年から翌年にかけての内閣改造では与党入りがならなかった。2007年の地方選挙では、前回（2003年実施）を上回る54自治体で議席を得て、全体では83自治体で議席を獲得した。同選挙の結果、第一院では4議席から11議席へ倍増となった。
2012年の第二院選挙では、当初は最大与党である自由民主国民党（VVD）に拮抗する得票数が予想されたが、結果としては議席を伸ばすことはできなかった。2017年の第二院選挙では1議席減の14議席を獲得した。2019年の地方議会選挙では各地で議席を減らし、全体では半減した。同年の欧州議会選挙でも議席を失った。2021年の第二院選挙では9議席を獲得した。

## 選挙結果

### 第二院（下院）
| 選挙年 | 得票数    | %     | 獲得議席数 | +/-      | 備考 |
| ------ | --------- | ----- | ---------- | -------- | ---- |
| 1977   | 24,420    | 0.29  | 0 / 150    | 増減なし |      |
| 1981   | 30,380    | 0.35  | 0 / 150    | 増減なし |      |
| 1982   | 44,959    | 0.55  | 0 / 150    | 増減なし |      |
| 1986   | 32,144    | 0.35  | 0 / 150    | 増減なし |      |
| 1989   | 38,829    | 0.44  | 0 / 150    | 増減なし |      |
| 1994   | 118,768   | 1.32  | 2 / 150    | 2        | 野党 |
| 1998   | 303,703   | 3.53  | 5 / 150    | 3        | 野党 |
| 2002   | 560,447   | 5.90  | 9 / 150    | 4        | 野党 |
| 2003   | 609,723   | 6.32  | 9 / 150    | 増減なし | 野党 |
| 2006   | 1,630,803 | 16.58 | 25 / 150   | 16       | 野党 |
| 2010   | 924,696   | 9.82  | 15 / 150   | 10       | 野党 |
| 2012   | 909,853   | 9.65  | 15 / 150   | 増減なし | 野党 |
| 2017   | 955,633   | 9.09  | 14 / 150   | 1        | 野党 |
| 2021   | 623,371   | 5.98  | 9 / 150    | 5        | 野党 |

### 第一院（上院）
| 選挙年 | 得票数 | %     | 獲得議席数 | +/? |
| ------ | ------ | ----- | ---------- | --- |
| 1995   |        |       | 1 / 75     | 1   |
| 1999   | 4,801  |       | 2 / 75     | 1   |
| 2003   | 8,551  | 5.29  | 4 / 75     | 2   |
| 2007   | 25,231 | 15.47 | 12 / 75    | 8   |
| 2011   | 17,187 | 10.27 | 8 / 75     | 4   |
| 2015   | 20,038 | 12.28 | 9 / 75     | 1   |
| 2019   | 10,179 | 5.95  | 4 / 75     | 5   |
| 2023   | 7,404  | 4.14  | 3 / 75     | 5   |

### 欧州議会
| 選挙年 | 得票数  | %    | 獲得議席数 | +/-      | 備考                                |
| ------ | ------- | ---- | ---------- | -------- | ----------------------------------- |
| 1989   | 34,332  | 0.65 | 0 / 26     | 増減なし |                                     |
| 1994   | 55,311  | 1.34 | 0 / 26     | 増減なし |                                     |
| 1999   | 178,642 | 5.04 | 1 / 26     | 1        |                                     |
| 2004   | 332,326 | 6.97 | 2 / 26     | 1        |                                     |
| 2009   | 323,269 | 7.10 | 2 / 25     | 増減なし |                                     |
| 2009   | 323,269 | 7.10 | 2 / 26     | 増減なし | ※リスボン条約批准後の議席数見直し後 |
| 2014   | 458,079 | 9.64 | 2 / 26     | 増減なし |                                     |
| 2019   | 185,224 | 3.37 | 0 / 26     | 2        |                                     |
| 2019   | 185,224 | 3.37 | 0 / 29     | 増減なし | ※英国のEU離脱に伴う議席数見直し後   |

## イデオロギー
民主社会主義を掲げる。マニフェストでは人間の尊厳や平等および連帯に基づく社会づくりを掲げており、教育や治安および医療への公的支出の増加を目指す。また、公共サービスの民営化には反対の立場でグローバル化にも批判的である。

## 党組織

### 党評議会
党最大の意思決定機関は、全地方支部長および党委員会の委員らで構成する党評議会（おおむね年4回開催）である。国政や欧州議会選挙の候補者を決めるほか、党方針についての最終決定権を有する。なお、党に対してはヒエラルキーに基づく硬直的な組織体制がたびたび批判を受けている。

### 党員数
2023年時点の党員数は 32,459人とされる。1990年代以降、党員数が増加していたが、2007年の50,740人をピークに近年は減少傾向にある。
議会外での抗議活動が盛んで、党員の多くは地方の街宣活動団体に所属し活動を行っている。

### 関連組織
- SPユース（SP Jongeren）：青年組織（2022年1月設立）。2021年までは「赤」（ROOD, jong in de SP）と呼ばれる青年組織（2003年設立）があったが、党本部との対立から関係が解消された（なお、同組織は組織名を「ROOD, socialistische jongeren」に改称して存続している）。
- SP科学局（Wetenschappelijk Bureau van de SP）：党シンクタンク

欧州議会においては、2019年に議席を失うまで、欧州統一左派・北方緑の左派同盟の会派に所属していた。

### 他党との関係
結党以来野党を貫いており、フルンリンクスとは共闘関係にある。これまで中道左派の労働党と疎遠であったものの、2002年以降は右派路線を打ち出すバルケネンデ政権に対し、共闘に向け関係改善に動き出している。
欧州左翼党には不参加である。

### その他
2006年にはトロツキストのグループである国際社会主義者（Internationale Socialisten）と呼ばれる政治団体がグループとして加盟を検討したが、社会党は二重登録の問題を認めず、見送られた。2009年2月には、トロツキストのグループであるOffensief（後にSocialistisch Alternatiefに改称）に所属する党員が除名処分となるか、活動が党により禁じられた。2020年から2021年にかけて、党内の路線対立を背景に、青年組織ROODとの関係が悪化し、同組織との関係が打ち切られると共に、マルキシストフォーラム（Marxistisch Forum）や共産主義プラットフォーム（Communistisch Platform）と呼ばれるグループが党から除名された。